# اولووانری
اولووانری (به لاتین: Uluvaneri) یک منطقهٔ مسکونی در سری‌لانکا است که در استان شمالی (سری‌لانکا) واقع شده‌است.